# Bernardswiller
Bernardswiller (Bernhardsweiler in tedesco, Batschwiller in dialetto alsaziano) è un comune francese di 1 451 abitanti situato nel dipartimento del Basso Reno nella regione del Grand Est.

## Società

### Evoluzione demografica
Abitanti censiti